# Комплекс уездного суда (Елабуга)
Комплекс уездного суда — памятник архитектуры регионального значения, расположенный в центральной части города Елабуги. Представляет собой архитектурный ансамбль из углового двухэтажного дома, флигеля и ворот со стороны Большой Покровской улицы. В настоящее время в зданиях комплекса располагаются Елабужский военный комиссариат и Центр санэпиднадзора.

## История
Комплекс зданий был выстроен в первой трети XIX века купцом третьей гильдии Е. Шабалиным. В 1850 году в Елабуге произошёл катастрофический пожар, уничтоживший свыше 500 домов в центральной части города, в том числе и особняк Шабалина. Выгоревший дом перешёл в собственность города, а после его восстановления здесь был размещён окружной суд.
В 1857 году к зданию был пристроен одноэтажный флигель, а также служебные постройки, которые сформировали почти замкнутый двор.
В 1895 в здании суда проходило второе судебное разбирательство по «мултанскому делу», на котором выступил известный писатель Владимир Короленко. Благодаря его блестящим выступлениям в ходе процесса, за которым следила вся Россия, группа крестьян-удмуртов из села Старый Мултан, ложно обвинённых в ритуальном убийстве, была оправдана.

## Архитектура
Главное двухэтажное здание комплекса является характерным образцом познего классицизма. Оно представляет собой постройку, главные фасады которой обращены на две улицы: Большую Покровскую и Гассара. Фасады разработаны по классической схеме: нижний этаж с рустовкой, над окнами — замковые камни, второй этаж решён как парадный — центр его выявлен плоским портиком по Большой Покровской (фронтон над ним не сохранился).
Одноэтажный флигель декорирован ионическими капителями пилястр, модульонами чётных сандриков, медальонами и уже отбитой лепной геральдикой.
Монументальные ворота сооружены в виде двух пилонов, в которых прорезаны калиточные проёмы с полуциркульной люкарной над ними.

## Охрана
На основании Постановления Совета Министров Татарской АССР № 264 от 8 июня 1987 года «О мерах по улучшению охраны, реставрации и использования памятников истории и культуры г. Елабуги в свете решений XXVII съезда» ансамбль сооружений уездного суда был признан памятником истории регионального значения.

## Галерея

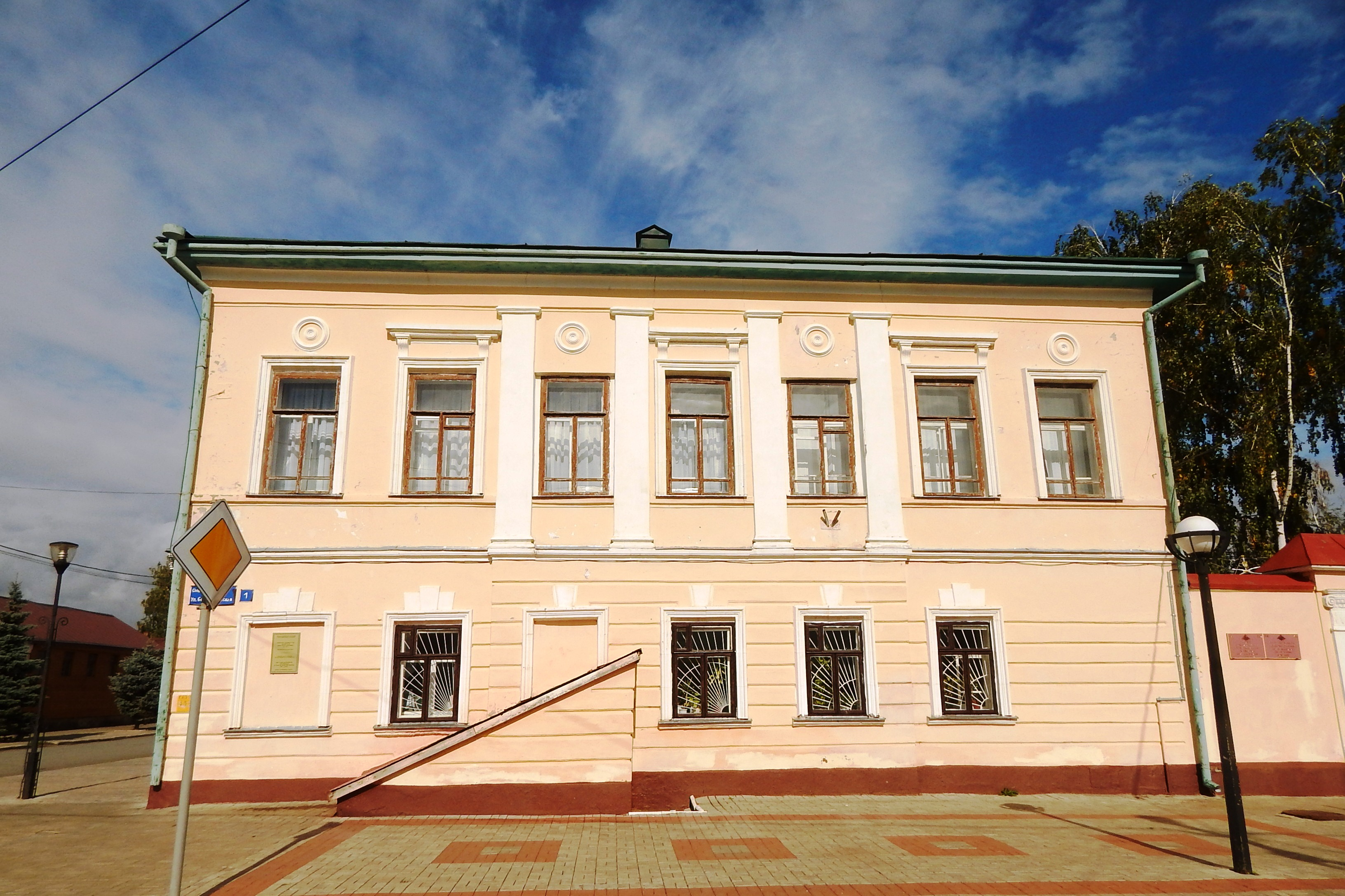
Главное здание
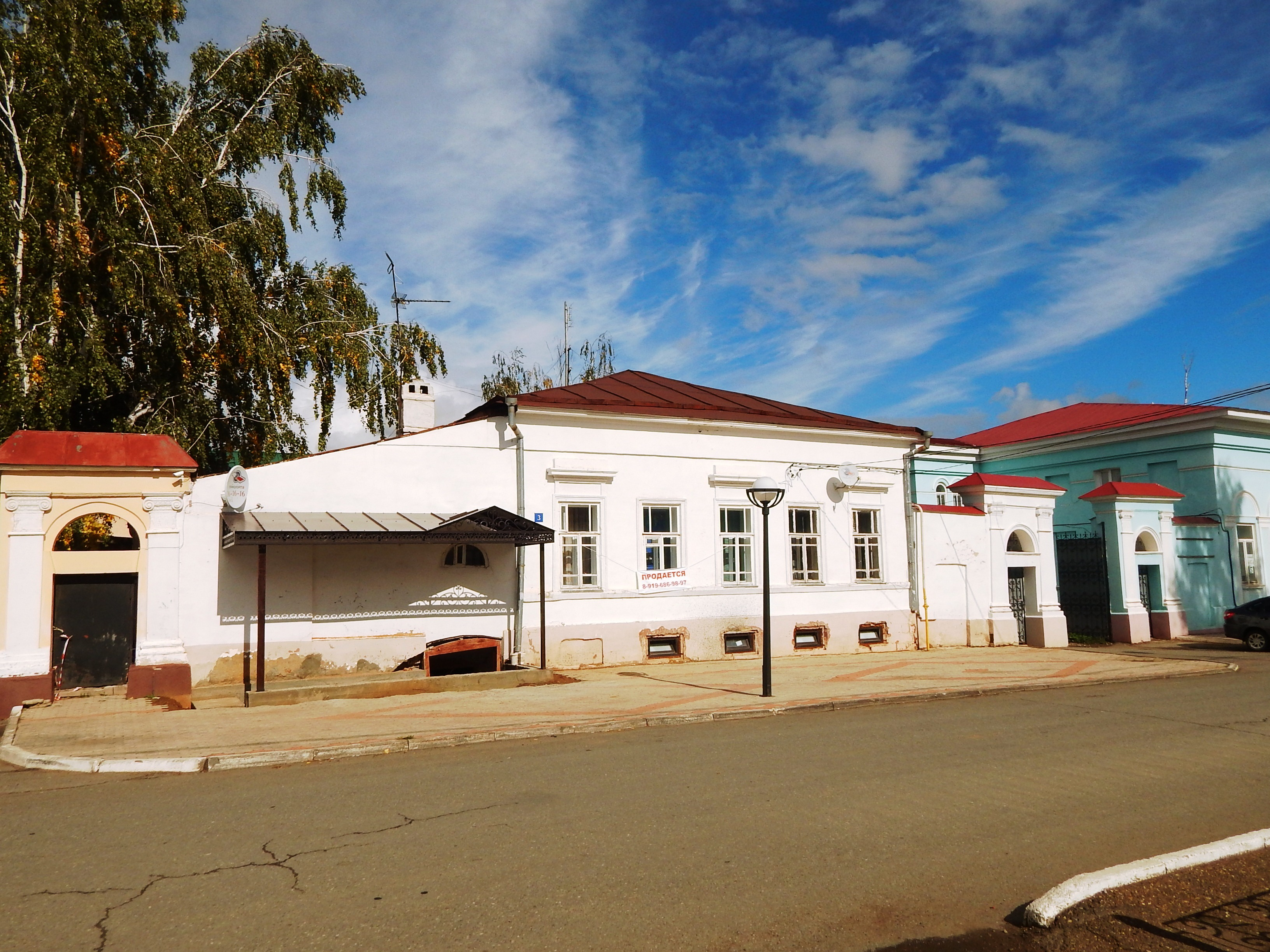
Флигель
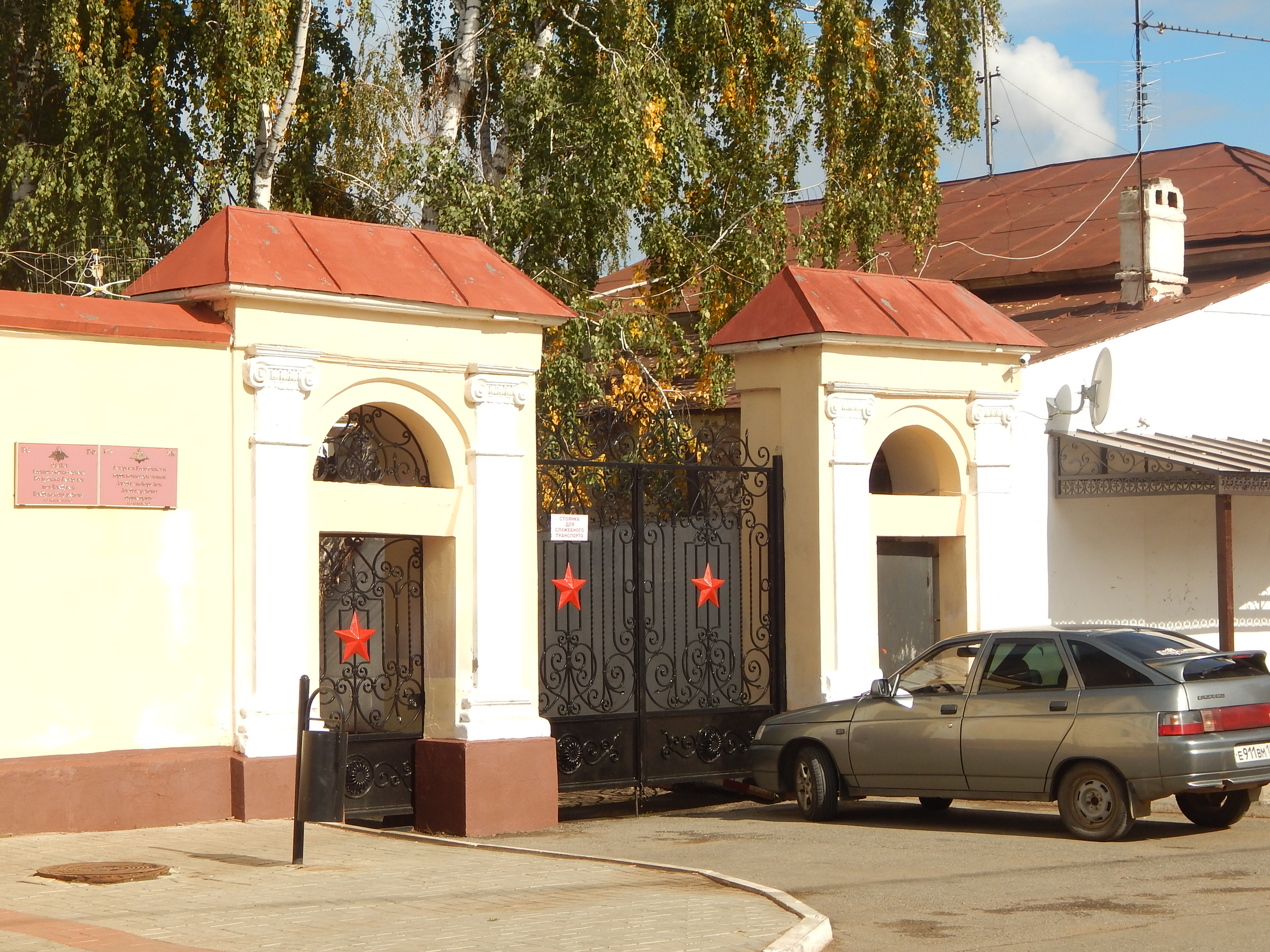
Ворота